# المديرية العامة للأمن الوطني (المغرب)
المديرية العامة للأمن الوطني هي مؤسسة أمنية مغربية و جهاز مدني شبه عسكري تابع لوزارة الداخلية، تم إحداثها بموجب الظهير الشريف رقم 115-56، وتهدف إلى الدفاع عن مقدسات الدولة وإرساء الأمن والحرص على تطبيق القانون وحماية الأشخاص وممتلكاتهم.

## الفرق والوحدات
تتشكل المديرية العامة للأمن الوطني من مجموعة من الوحدات والفرق:
- الشرطة القضائية: (استقبال شكايات المواطنين حول الاعتداءات أو السرقات، ومباشرة الأبحاث والتحريات في مختلف الجرائم)
- الهيئة الحضرية والأمن العام: (تنظيم حركة السير والجولان، ويتواجدون في الغالب في المدارات، أو يتنقلون عبر الدراجات النارية)
- الوحدات المتنقلة لشرطة النجدة: (تتميز هذه الوحدات بسرعة التدخل، وهي مرتبطة بشكل مباشر مع قاعات  اتصالات المواطنين الواردة على الرقم 19.)[5]
- فرقة الصقور: (يتوفرون على دراجات نارية لولوج الأماكن التي يصعب على السيارات ولوجها. والتواجد الدائم في الشارع العام)
- الشرطة التقنية والعلمية: (تتولى جمع وتحليل الأدلة الجنائية باستخدام التكنولوجيا الحديثة، تحليل الحمض النووي والبصمات، تحليل مسارح الجرائم، الكشف عن تزوير الوثائق والأموال، التحليل الباليستي، وتحليل الصوت والصورة، وذلك للمساعدة في كشف كافة أنواع الجرائم، خاصة السرقات من داخل المنازل والسيارات وجرائم القتل)[6]
- فرق مكافحة المخدرات: (تتمثل مهمتها في إيقاف تهريب وترويج المخدرات بجميع أشكالها، وإلقاء القبض على الموزعين والمروجين لجميع أنواع المخدرات، إضافة إلى تفكيك الشبكات الإجرامية المتخصصة في الاتجار بالمخدرات، ومراقبة المعابر الحدودية والمناطق المشبوهة، والتنسيق مع الأجهزة الأمنية الأخرى لمكافحة هذه الآفة)
- فرقة مكافحة العصابات: (مكافحة العصابات والمجرمين، وإلقاء القبض على الأشخاص المبحوث عنهم والفارين من العدالة)
- المجموعات المتنقلة للمحافظة على النظام: (دعم عناصر الهيئة الحضرية، التدخل لفض أعمال الشغب والتجمهرات المخلة بالأمن، والمحافظة على النظام في المباريات الرياضية والملتقيات الثقافية والتظاهرات الفنية.)
- الوحدات الجهوية للتدخل:(التدخل في الحالات الخطيرة، احتجاز رهائن، أو اعتقال مجرمين خطيرين، كما يتم إسناد مهام ثانوية لهذه الفرق كتأمين التظاهرات والاحتفالات الكبرى، وما يميز هذه الوحدات هو توفرها على أسلحة نارية قوية.)[7]
- شرطة الخيالة: (التنقل عبر الأحصنة للحفاظ على النظام بالأماكن العامة التي تحتضن الملتقيات والأحداث الكبرى سواء أكانت ثقافية أو فنية أو رياضية.)[8]
- الشرطة السينوتقنية: (البحث عن المتفجرات والطرود الملغومة والتدخلات المباشرة لتفريق المشاغبين وكشف الجثث في مناطق الزّلازل والفياضانات والكوارث الطبيعية)[9]،[10]
- الحماية المقربة: (حماية الشخصيات المهمة والوفود الأجنبية وبعض رجالات الدولة)
- فرق الأخلاق العامة: (مكافحة أوكار الدعارة والقبض على المومسات بتهمة التحريض على الفساد، كما تعالج قضايا الاغتصاب وهتك العرض.)
- فرق تفكيك المتفجرات: (تفكيك جميع أنواع المتفجرات.)
- الجرائم الإلكترونية وغسيل الأموال: (مكافحة الجرائم الإلكترونية، ورصد الأشخاص الذين ينشرون أخبار زائفة الغرض منها نشر الخوف بين المواطنين. وفرق أخرى تختص في مكافحة غسيل الأموال والشيكات بدون رصيد)
- الفرق الإدارية: (مصالح التي تُعالج الأوراق الإدارية كبطاقة التعريف الوطنية، الجنسية، الإقامة، متابعة الملفات القانونية)

## الإدارة
تعاقب على إدارة المديرية العامة للأمن الوطني عدة شخصيات أمنية بارزة في تاريخ المغرب وترتيبهم الزمني كالتالي:
| #  | الاسم              | التعيين | نهاية التعيين |
| -- | ------------------ | ------- | ------------- |
| 1  | عبد اللطيف الحموشي | 2015    | إلى الآن      |
| 2  | بوشعيب أرميل       | 2012    | 2015          |
| 3  | الشرقي الضريس      | 2006    | 2012          |
| 4  | حميدو لعنيكري      | 2003    | 2006          |
| 5  | حفيظ بنهاشم        | 1997    | 2003          |
| 6  | أحمد الميداوي      | 1993    | 1997          |
| 7  | عزيز الوزاني       | 1991    | 1993          |
| 8  | عبد الحق القادري   | 1984    | 1991          |
| 9  | الظريف             | 1981    | 1984          |
| 10 | حميد البخاري       | 1979    | 1981          |
|    | عبد الرحمن الربيع  | 1972    | 1979          |
|    | أحمد الدليمي       |         |               |
|    | محمد أوفقير        |         |               |
|    | محمد الغزاوي       |         |               |

## الأسطول
ضمن سعيها المتواصل لتطوير البنية التحتية اللوجستية وتحديث معدات العمل المتعلقة بمجالات الأمن الوطني، قامت المديرية العامة للأمن الوطني بإطلاق حملة واسعة النطاق لتحديث أسطول مركبات الشرطة على المستوى الجهوي والمحلي، تضمنت هذه الحملة توزيع 594 مركبة مختلفة بين سيارات ودراجات نارية ومركبات نفعية مجهزة تقنيًا بشكل عالي، مع توفير لها الهوية البصرية الجديدة المخصصة لمركبات الشرطة.
الدفعة الأولى من عملية تحديث المركبات تشمل توزيع أكثر من 300 عربة نفعية لصالح فِرَق الأمن العام والشرطة القضائية المكلفة بالتدخلات الميدانية في الأماكن العامة، وتحديدًا فِرَق النجدة ومكافحة العصابات والشرطة السياحية ووحدات المحافظة على النظام، بالإضافة إلى الفِرَق المختلطة المكلفة بتأمين محيط المؤسسات التعليمية.
و سيستفيد خلايا التكفل بالنساء ضحايا العنف وخلايا الأمن الرياضي لأول مرة من هذه المركبات النفعية، وهذا يمثل خطوة نوعية في تعزيز قدرتها على تنفيذ المهام الجديدة التي تتولاها هذه الفرق المتخصصة.
و تأتي هذه الخطوة لتواكب التطورات في مجال اختصاصاتها الوظيفية، خاصة مع تزايد التحديات المتعلقة بتنظيم التظاهرات الرياضية والسياسية والاقتصادية الكبرى على المستوى القاري والدولي.

## التكوين
تتوفر المديرية العامة للأمن الوطني على 7 مدارس للشرطة، تابعة للمعهد الملكي للشرطة بالقنيطرة، وتتواجد هذه المدارس في كل من: بوقنادل - الفوارات - وجدة - فاس - طنجة و العيون. علما أن مدينة إفران كانت تعرف مدرسة للشرطة تم إغلاقها من أجل الإصلاح.

## التقسيم الإداري
في إطار تقريب الإدارة والخدمات الأمنية، عملت المديرية العامة للأمن الوطني على توزيع ولايات الأمن والمناطق الأمنية التابعة لها على الشكل التالي:
| الجهة                                        | ولايات الأمن                        | المناطق الأمنية | مفوضيات الشرطة                                                                              |
| -------------------------------------------- | ----------------------------------- | --- | ------------------------------------------------------------------------------------------- |
| جهة طنجة تطوان الحسيمة                       | ولاية أمن طنجة                      | المنطقة الأمنية لميناء طنجة المتوسط المنطقة الأمنية بني مكادة                                                                  |                                                                                             |
| جهة طنجة تطوان الحسيمة                       | ولاية أمن تطوان                     | المنطقة الإقليمية للأمن بالعرائش                                                                                               | مفوضية الشرطة بالقصر الكبير                                                                 |
| جهة طنجة تطوان الحسيمة                       | ولاية أمن تطوان                     | المنطقة الإقليمية للأمن بوزان                                                                                                  |                                                                                             |
| جهة طنجة تطوان الحسيمة                       | ولاية أمن تطوان                     | المنطقة الإقليمية للأمن المضيق الفنيدق                                                                                         | مفوضية الشرطة الفنيدق مفوضية الشرطة مرتيل                                                   |
| جهة طنجة تطوان الحسيمة                       | ولاية أمن تطوان                     | المنطقة الإقليمية للأمن شفشاون                                                                                                 |                                                                                             |
| جهة طنجة تطوان الحسيمة                       | الأمن الجهوي بالحسيمة               | المنطقة الإقليمية للأمن إمزورن                                                                                                 |                                                                                             |
| جهة الرباط سلا القنيطرة                      | ولاية أمن القنيطرة                  | منطقة أمن مهدية المنطقة الإقليمية للأمن بسيدي سليمان                                                                           |                                                                                             |
| جهة الرباط سلا القنيطرة                      | ولاية أمن الرباط سلا تمارة الخميسات | المنطقة الإقليمية للأمن الرياض                                                                                                 |                                                                                             |
| جهة الرباط سلا القنيطرة                      | ولاية أمن الرباط سلا تمارة الخميسات | المنطقة الإقليمية للأمن الصخيرات - تمارة                                                                                       | المفوضية الجهوية للشرطة بتامسنا                                                             |
| جهة الرباط سلا القنيطرة                      | الأمن الإقليمي بسلا                 | منطقة أمن سلا الجديدة |                                                                                             |
| جهة الرباط سلا القنيطرة                      | الأمن الإقليمي بسلا                 | منطقة أمن بطانة تابريكت |                                                                                             |
| جهة الرباط سلا القنيطرة                      | الأمن الإقليمي بسلا                 | منطقة أمن العيايدة |                                                                                             |
| جهة الرباط سلا القنيطرة                      | الأمن الإقليمي بسلا                 | منطقة أمن سلا المدينة |                                                                                             |
| جهة الدار البيضاء سطات                       | ولاية أمن الدار البيضاء             | منطقة أمن عين السبع - الحي المحمدي                                                                                             |                                                                                             |
| جهة الدار البيضاء سطات                       | ولاية أمن الدار البيضاء             | منطقة أمن عين الشق |                                                                                             |
| جهة الدار البيضاء سطات                       | ولاية أمن الدار البيضاء             | منطقة أمن الفداء مرس السلطان                                                                                                   |                                                                                             |
| جهة الدار البيضاء سطات                       | ولاية أمن الدار البيضاء             | منطقة أمن مولاي رشيد |                                                                                             |
| جهة الدار البيضاء سطات                       | ولاية أمن الدار البيضاء             | منطقة أمن الحي الحسني |                                                                                             |
| جهة الدار البيضاء سطات                       | ولاية أمن الدار البيضاء             | منطقة أمن بن مسيك |                                                                                             |
| جهة الدار البيضاء سطات                       | ولاية أمن الدار البيضاء             | منطقة أمن أنفا |                                                                                             |
| جهة الدار البيضاء سطات                       | ولاية أمن الدار البيضاء             | منطقة أمن سيدي البرنوصي |                                                                                             |
| جهة الدار البيضاء سطات                       | ولاية أمن الدار البيضاء             | منطقة أمن الرحمة |                                                                                             |
| جهة الدار البيضاء سطات                       | ولاية أمن الدار البيضاء             | المنطقة الإقليمية للأمن مديونة                                                                                                 |                                                                                             |
| جهة الدار البيضاء سطات                       | ولاية أمن الدار البيضاء             | المنطقة الإقليمية للأمن بالمحمدية                                                                                              |                                                                                             |
| جهة الدار البيضاء سطات                       | ولاية أمن سطات                      | المنطقة الأمنية بسطات | مفوضية الشرطة بإبن أحمد                                                                     |
| جهة الدار البيضاء سطات                       | ولاية أمن سطات                      | المنطقة الإقليمية للأمن ببرشيد                                                                                                 |                                                                                             |
| جهة الدار البيضاء سطات                       | الأمن الإقليمي بالجديدة             | | مفوضية الشرطة أزمور                                                                         |
| جهة فاس مكناس                                | ولاية أمن فاس                       | منطقة أمن بندباب | مفوضية الشرطة إيموزار كندر                                                                  |
| جهة فاس مكناس                                | ولاية أمن مكناس                     | المنطقة الإقليمية للأمن بالحاجب                                                                                                | مفوضية الشرطة عين توجطات                                                                    |
| جهة فاس مكناس                                | ولاية افران                         | المنطقة الإقليمية للأمن بإفران                                                                                                 | مفوضية الشرطة أزرو                                                                          |
| جهة فاس مكناس                                | الأمن الجهوي بتازة                  | المنطقة الإقليمية للأمن بتاونات المنطقة الأمنية ويسلان                                                                         | مفوضية الشرطة قرية با محمد                                                                  |
| جهة بني ملال خنيفرة                          | ولاية أمن بني ملال                  | المنطقة الأمنية المركز | مفوضية الشرطة بقصبة تادلة المفوضية الجهوية للشرطة بسوق السبت أولاد النمة مفوضية زاوية الشيخ |
| جهة بني ملال خنيفرة                          | ولاية أمن بني ملال                  | المنطقة الإقليمية للأمن بالفقيه بن صالح                                                                                        |                                                                                             |
| جهة بني ملال خنيفرة                          | ولاية أمن بني ملال                  | المنطقة الإقليمية للأمن بخريبكة                                                                                                | مفوضية الشرطة بوادي زم المفوضية الجهوية للشرطة بأبي الجعد                                   |
| جهة بني ملال خنيفرة                          | ولاية أمن بني ملال                  | المنطقة الإقليمية للأمن بخنيفرة                                                                                                | مفوضية الشرطة بمريرت                                                                        |
| جهة بني ملال خنيفرة                          | ولاية أمن بني ملال                  | المنطقة الإقليمية للأمن بأزيلال                                                                                                | مفوضية الشرطة بدمنات                                                                        |
| جهة الشرق                                    | ولاية أمن وجدة                      | الأمن الجهوي بالناظور | مفوضية العروي مفوضية بني أنصار                                                              |
| جهة الشرق                                    | ولاية أمن وجدة                      | المنطقة الإقليمية للأمن بجرسيف                                                                                                 |                                                                                             |
| جهة الشرق                                    | ولاية أمن وجدة                      | المنطقة الإقليمية للأمن ببركان                                                                                                 | مفوضية الشرطة بأحفير                                                                        |
| جهة الشرق                                    | ولاية أمن وجدة                      | المنطقة الإقليمية للأمن بجرادة                                                                                                 | مفوضية الشرطة تويسيت بوبكر                                                                  |
| جهة الشرق                                    | ولاية أمن وجدة                      | المنطقة الإقليمية للأمن ببوعرفة                                                                                                | مفوضية فجيج                                                                                 |
| جهة درعة تافيلالت                            | الأمن الجهوي بالرشيدية              | | مفوضية الشرطة بأرفود مفوضية الشرطة بكلميمة مفوضية الشرطة بالريصاني                          |
| جهة درعة تافيلالت                            | الأمن الجهوي بالرشيدية              | المنطقة الإقليمية للأمن بميدلت                                                                                                 | مفوضية الشرطة بالريش                                                                        |
| جهة درعة تافيلالت                            | الأمن الجهوي بورزازات               | المنطقة الإقليمية للأمن بزاكورة                                                                                                |                                                                                             |
|                                              |                                     | | مفوضية الشرطة بتنغير                                                                        |
| جهة مراكش آسفي                               | ولاية أمن مراكش                     | منطقة أمن المحاميد منطقة أمن مراكش - المنارة منطقة أمن المدينة العتيقة منطقة سيدي يوسف بن علي المنطقة الإقليمية للأمن بالصويرة |                                                                                             |
| جهة مراكش آسفي                               | ولاية أمن مراكش                     | المنطقة الإقليمية للأمن بقلعة السراغنة                                                                                         | مفوضية الشرطة بالعطاوية                                                                     |
| جهة مراكش آسفي                               | الأمن الإقليمي بآسفي                | |                                                                                             |
| جهة سوس ماسة                                 | ولاية أمن أكادير                    | | مفوضية ميناء أكادير                                                                         |
| جهة سوس ماسة                                 | ولاية أمن أكادير                    | منطقة أمن إنزكان | مفوضية الشرطة بأيت ملول                                                                     |
| جهة سوس ماسة                                 | ولاية أمن أكادير                    | المنطقة الإقليمية للأمن ببيوكرى                                                                                                |                                                                                             |
| جهة سوس ماسة                                 | ولاية أمن أكادير                    | المنطقة الإقليمية للأمن بتيزنيت                                                                                                |                                                                                             |
| جهة سوس ماسة                                 | ولاية أمن أكادير                    | المنطقة الإقليمية للأمن بتارودانت                                                                                              | مفوضية الشرطة بأولاد تايمة                                                                  |
| جهة سوس ماسة                                 | ولاية أمن أكادير                    | المنطقة الإقليمية للأمن بطاطا                                                                                                  |                                                                                             |
| جهة كلميم واد نون جهة العيون الساقية الحمراء | ولاية أمن العيون                    | المنطقة الإقليمية للأمن بسيدي إفني                                                                                             |                                                                                             |
| جهة كلميم واد نون جهة العيون الساقية الحمراء | ولاية أمن العيون                    | المنطقة الإقليمية للأمن بكلميم                                                                                                 |                                                                                             |
| جهة كلميم واد نون جهة العيون الساقية الحمراء | ولاية أمن العيون                    | المنطقة الإقليمية للأمن بطانطان                                                                                                |                                                                                             |
| جهة كلميم واد نون جهة العيون الساقية الحمراء | ولاية أمن العيون                    | المنطقة الإقليمية للأمن ببوجدور                                                                                                |                                                                                             |
| جهة الداخلة وادي الذهب                       | الأمن الجهوي بالداخلة               | | مفوضية الشرطة بالكركرات                                                                     |
| الرباط                                       | الٲمن الملكي بالرباط                | المنطقة الملكية للٲمن بالرباط                                                                                                  |                                                                                             |

## الدرجات والتوظيف
تم تحديد ترتيب الأسلاك والدرجات وتسلسل الأرقام الاستدلالية الخاصة بموظفي الأمن الوطني، كالتالي:
| الإطار               | الدرجات          | ملاحظات حول التوظيف |
| -------------------- | ---------------- | --- |
| سلك حراس الأمن       | حارس أمن         | يوظف حراس الأمن بعد النجاح في مباراة يشارك فيها المترشحون الحاصلون على شهادة الباكالوريا أو شهادة معترف بمعادلتها لها طبقا للمقتضيات التنظيمية الجاري بها العمل |
| سلك حراس الأمن       | مقدم             | يوظف حراس الأمن بعد النجاح في مباراة يشارك فيها المترشحون الحاصلون على شهادة الباكالوريا أو شهادة معترف بمعادلتها لها طبقا للمقتضيات التنظيمية الجاري بها العمل |
| سلك حراس الأمن       | مقدم رئيس        | يوظف حراس الأمن بعد النجاح في مباراة يشارك فيها المترشحون الحاصلون على شهادة الباكالوريا أو شهادة معترف بمعادلتها لها طبقا للمقتضيات التنظيمية الجاري بها العمل |
| سلك ضباط الأمن       | ضابط أمن         | يوظف أو يعين ضباط الأمن عن طريق مبارتين مستقلتين تفتحان على التوالي في وجه : 1 - المترشحين الحاصلين على دبلوم الدراسات الجامعية العامة أو دبلوم الدراسات الجامعية المهنية أو ما يعادلهما طبقا للمقتضيات التنظيمية الجاري بها العمل. - المترشحين الحاصلين على شهادة التقني العالي المسلمة من إحدى الثانويات التأهيلية أو مؤسسات التكوين المؤهلة لتحضير شهادة التقني العالي، طبقا للنصوص التنظيمية الجاري بها العمل. - المترشحين الحاصلين على دبلوم التقني المتخصص المسلم من إحدى مؤسسات التكوين المهني المحدثة طبقا للمرسوم رقم 325-86-2 الصادر في 8 جمادى الأولى 1407 (9 يناير 1987) بسن نظام عام لمؤسسات التكوين المهني كما وقع تغييره وتتميمه. 2 - المقدمين الذين قضوا ست سنوات على الأقل من الخدمة الفعلية بهذه الصفة، والمقدمين الرؤساء |
| سلك ضباط الأمن       | ضابط أمن ممتاز   | يوظف أو يعين ضباط الأمن عن طريق مبارتين مستقلتين تفتحان على التوالي في وجه : 1 - المترشحين الحاصلين على دبلوم الدراسات الجامعية العامة أو دبلوم الدراسات الجامعية المهنية أو ما يعادلهما طبقا للمقتضيات التنظيمية الجاري بها العمل. - المترشحين الحاصلين على شهادة التقني العالي المسلمة من إحدى الثانويات التأهيلية أو مؤسسات التكوين المؤهلة لتحضير شهادة التقني العالي، طبقا للنصوص التنظيمية الجاري بها العمل. - المترشحين الحاصلين على دبلوم التقني المتخصص المسلم من إحدى مؤسسات التكوين المهني المحدثة طبقا للمرسوم رقم 325-86-2 الصادر في 8 جمادى الأولى 1407 (9 يناير 1987) بسن نظام عام لمؤسسات التكوين المهني كما وقع تغييره وتتميمه. 2 - المقدمين الذين قضوا ست سنوات على الأقل من الخدمة الفعلية بهذه الصفة، والمقدمين الرؤساء |
| سلك التأطير          | قائد أمن         | |
| سلك التأطير          | قائد أمن ممتاز   | |
| سلك التأطير          | قائد أمن إقليمي  | |
| سلك القيادة          | قائد هيئة        | |
| سلك القيادة          | قائد هيئة ممتاز  | |
| سلك مفتشي الشرطة     | مفتش شرطة        | يوظف أو يعين مفتشو الشرطة عن طريق مبارتين مستقلتين تفتحان على التوالي في وجه: 1 - المترشحين الذين تابعوا بنجاح فصلين على الأقل من الدراسات الجامعية العامة أو الدراسات الجامعية المهنية أو ما يعادلها طبقا للمقتضيات التنظيمية الجاري بها العمل 2 - حراس الأمن الذين قضوا ست سنوات على الأقل من الخدمة الفعلية بهذه الصفة |
| سلك مفتشي الشرطة     | مفتش شرطة ممتاز  | يوظف أو يعين مفتشو الشرطة عن طريق مبارتين مستقلتين تفتحان على التوالي في وجه: 1 - المترشحين الذين تابعوا بنجاح فصلين على الأقل من الدراسات الجامعية العامة أو الدراسات الجامعية المهنية أو ما يعادلها طبقا للمقتضيات التنظيمية الجاري بها العمل 2 - حراس الأمن الذين قضوا ست سنوات على الأقل من الخدمة الفعلية بهذه الصفة |
| سلك ضباط الشرطة      | ضابط شرطة        | يوظف أو يعين ضباط الشرطة عن طريق مبارتين مستقلتين تفتحان على التوالي في وجه: 1 - المترشحين الحاصلين على دبلوم الدراسات الجامعية العامة أو دبلوم الدراسات الجامعية المهنية أو ما يعادلهما طبقا للمقتضيات التنظيمية الجاري بها العمل. - المترشحين الحاصلين على شهادة التقني العالي المسلمة من إحدى الثانويات التأهيلية ومؤسسات التكوين المؤهلة لتحضير شهادة التقني العالي. - المترشحين الحاصلين على دبلوم التقني المتخصص المسلم من إحدى مؤسسات التكوين المهني المحدثة طبقا للمرسوم رقم 325-86-2 الصادر في 8 جمادى الأولى 1407 (9 يناير 1987) بسن نظام عام لمؤسسات التكوين المهني كما وقع تغييره وتتميمه. 2 - مفتشي الشرطة الذين قضوا ست سنوات، على الأقل، من الخدمة الفعلية بهذه الصفة، ومفتشي الشرطة الممتازين. |
| سلك ضباط الشرطة      | ضابط شرطة ممتاز  | يوظف أو يعين ضباط الشرطة عن طريق مبارتين مستقلتين تفتحان على التوالي في وجه: 1 - المترشحين الحاصلين على دبلوم الدراسات الجامعية العامة أو دبلوم الدراسات الجامعية المهنية أو ما يعادلهما طبقا للمقتضيات التنظيمية الجاري بها العمل. - المترشحين الحاصلين على شهادة التقني العالي المسلمة من إحدى الثانويات التأهيلية ومؤسسات التكوين المؤهلة لتحضير شهادة التقني العالي. - المترشحين الحاصلين على دبلوم التقني المتخصص المسلم من إحدى مؤسسات التكوين المهني المحدثة طبقا للمرسوم رقم 325-86-2 الصادر في 8 جمادى الأولى 1407 (9 يناير 1987) بسن نظام عام لمؤسسات التكوين المهني كما وقع تغييره وتتميمه. 2 - مفتشي الشرطة الذين قضوا ست سنوات، على الأقل، من الخدمة الفعلية بهذه الصفة، ومفتشي الشرطة الممتازين. |
| سلك عمداء الشرطة     | عميد شرطة        | يوظف أو يعين عمداء الشرطة عن طريق مبارتين مستقلتين تفتحان على التوالي في وجه: 1 - المترشحين الحاصلين على شهادة الإجازة أو الإجازة في الدراسات الأساسية أو الإجازة المهنية المسلمة من طرف كليات العلوم القانونية والاقتصادية والاجتماعية أو ما يعادلها طبقا للمقتضيات التنظيمية الجاري بها العمل. 2 - ضباط الشرطة وضباط الأمن الذين قضوا ست سنوات على الأقل من الخدمة الفعلية بهذه الصفة، وضباط الشرطة الممتازين وضباط الأمن الممتازين. يمكن، كلما اقتضت حاجة المصلحة ذلك، تنظيم مباراة خاصة لولوج درجة عميد شرطة ممتاز، تفتح في وجه المترشحين الحاملين لإحدى الشهادات أو الدبلومات التالية : - شهادة مهندس الدولة أو شهادة مهندس معماري أو شهادة معترف بمعادلتها لها. - الدكتوراه في الطب أو طب الأسنان أو الصيدلة أو الطب البيطري أو شهادة معترف بمعادلتها لها. - الدكتوراه في علم الأحياء أو الفيزياء أو الكيمياء أو شهادة معترف بمعادلتها لها. |
| سلك عمداء الشرطة     | عميد شرطة ممتاز  | يوظف أو يعين عمداء الشرطة عن طريق مبارتين مستقلتين تفتحان على التوالي في وجه: 1 - المترشحين الحاصلين على شهادة الإجازة أو الإجازة في الدراسات الأساسية أو الإجازة المهنية المسلمة من طرف كليات العلوم القانونية والاقتصادية والاجتماعية أو ما يعادلها طبقا للمقتضيات التنظيمية الجاري بها العمل. 2 - ضباط الشرطة وضباط الأمن الذين قضوا ست سنوات على الأقل من الخدمة الفعلية بهذه الصفة، وضباط الشرطة الممتازين وضباط الأمن الممتازين. يمكن، كلما اقتضت حاجة المصلحة ذلك، تنظيم مباراة خاصة لولوج درجة عميد شرطة ممتاز، تفتح في وجه المترشحين الحاملين لإحدى الشهادات أو الدبلومات التالية : - شهادة مهندس الدولة أو شهادة مهندس معماري أو شهادة معترف بمعادلتها لها. - الدكتوراه في الطب أو طب الأسنان أو الصيدلة أو الطب البيطري أو شهادة معترف بمعادلتها لها. - الدكتوراه في علم الأحياء أو الفيزياء أو الكيمياء أو شهادة معترف بمعادلتها لها. |
| سلك عمداء الشرطة     | عميد شرطة إقليمي | يوظف أو يعين عمداء الشرطة عن طريق مبارتين مستقلتين تفتحان على التوالي في وجه: 1 - المترشحين الحاصلين على شهادة الإجازة أو الإجازة في الدراسات الأساسية أو الإجازة المهنية المسلمة من طرف كليات العلوم القانونية والاقتصادية والاجتماعية أو ما يعادلها طبقا للمقتضيات التنظيمية الجاري بها العمل. 2 - ضباط الشرطة وضباط الأمن الذين قضوا ست سنوات على الأقل من الخدمة الفعلية بهذه الصفة، وضباط الشرطة الممتازين وضباط الأمن الممتازين. يمكن، كلما اقتضت حاجة المصلحة ذلك، تنظيم مباراة خاصة لولوج درجة عميد شرطة ممتاز، تفتح في وجه المترشحين الحاملين لإحدى الشهادات أو الدبلومات التالية : - شهادة مهندس الدولة أو شهادة مهندس معماري أو شهادة معترف بمعادلتها لها. - الدكتوراه في الطب أو طب الأسنان أو الصيدلة أو الطب البيطري أو شهادة معترف بمعادلتها لها. - الدكتوراه في علم الأحياء أو الفيزياء أو الكيمياء أو شهادة معترف بمعادلتها لها. |
| سلك التدبير والإدارة | مراقب عام        | |
| سلك التدبير والإدارة | والي الأمن       | |
| سلك التدبير والإدارة | مدير عام للأمن   | |

## لقاءات دولية

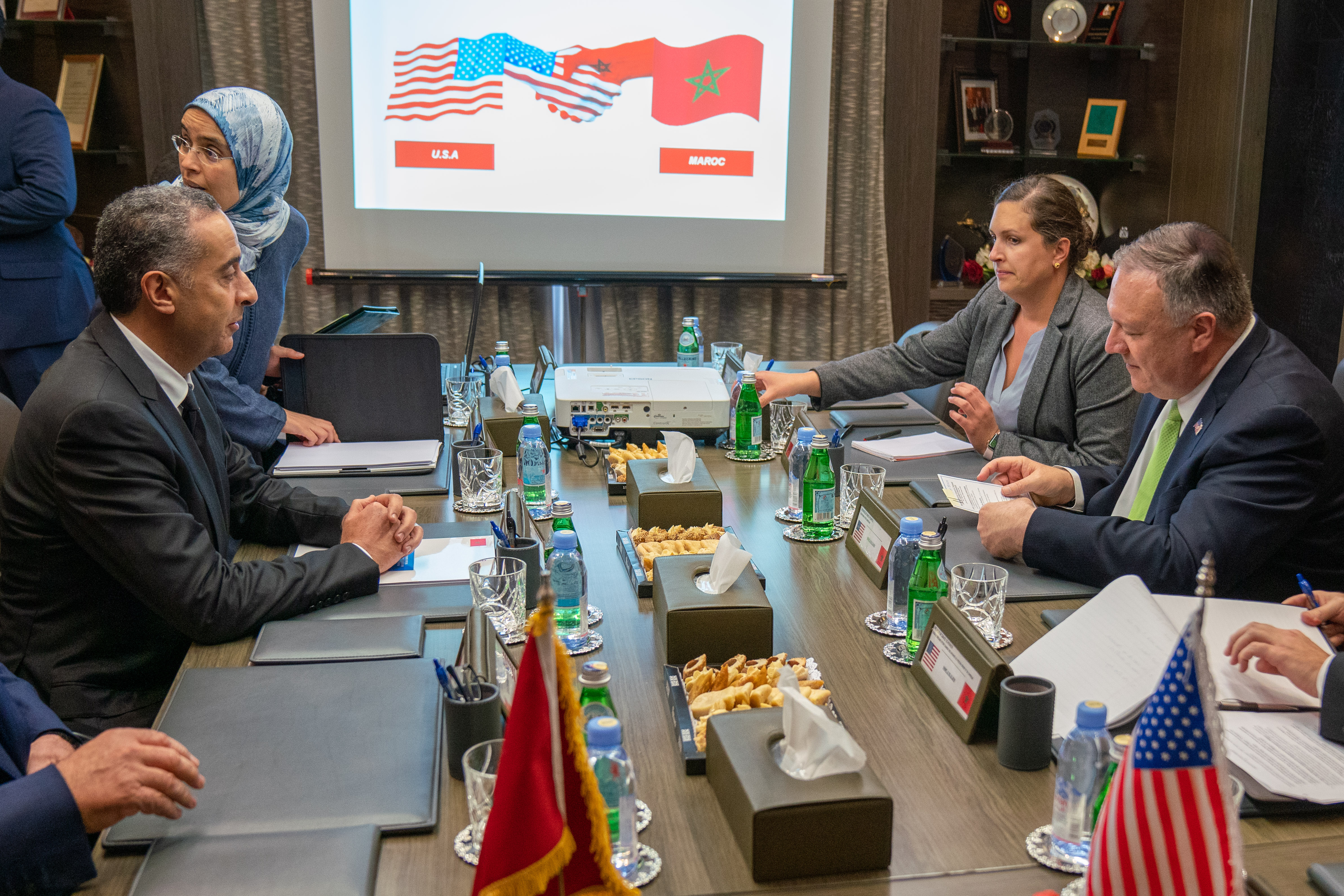

تتوخى المديرية العامة للأمن الوطني بقيادة مديرها العام عبد اللطيف الحموشي، توسيع مرتكزات الاستراتيجية الأمنية من خلال عقد مجموعة من اللقاءات والشراكات الأمنية بهدف بحث سبل تعزيز التعاون وتبادل الخبرات في مختلف المجالات :
في يوم 06 دجنبر 2023، استضاف المغرب بمدينة طنجة المؤتمر السابع والأربعين لقادة الشرطة والأمن العرب، الذي شارك فيه مجموعة من المسؤولين الأمنيين الذين يمثلون مختلف الدول العربية.

#### المشاركون في المؤتمر:
- ممثلو مجلس التعاون لدول الخليج العربية.[17]
- المنظمة الدولية للشرطة الجنائية (الأنتربول).[18]
- مكتب الأمم المتحدة لمكافحة الإرهاب.[19]
- مكتب الأمم المتحدة المعني بالمخدرات والجريمة.[20]
- الوكالة الأوروبية لحرس الحدود والسواحل.
- وكالة الاتحاد الأوروبي للتدريب على إنفاذ القانون.[21]
- جامعة نايف العربية للعلوم الأمنية.[22]
- الاتحاد الرياضي العربي للشرطة.[23]

كما نالت المملكة المغربية شرف احتضان أشغال الدورة الثالثة والتسعين للجمعية العامة للمنظمة الدولية للشرطة الجنائية “أنتربول”، والتي من المقرر تنظيمها بمدينة مراكش سنة 2025.
وبهذه المناسبة، عبر المدير العام للأمن الوطني ولمراقبة التراب الوطني، عبد اللطيف حموشي، في أعقاب التصويت على ملف ترشيح المغرب بالعاصمة النمساوية فيينا، في كلمة له، عن امتنان المملكة المغربية لكل من دعم وساند احتضان مدينة مراكش للدورة الـ 93 للجمعية العامة لمنظمة الأنتربول، مشددا على التزام المغرب بتعزيز الجهود الدولية لمكافحة الإرهاب ومختلف صور الجريمة العابرة للحدود الوطنية.
وأعرب المدير العام للأمن الوطني ولمراقبة التراب الوطني، كذلك، عن جاهزية مصالح الأمن المغربية لاحتضان هذا المحفل الأمني المرموق، ودعمها الثابت لمنظمة الأنتربول وللدول الأعضاء في مساعي تحقيق الأمن وإرساء الاستقرار العالمي.

## الانخراط في الأعمال الإنسانية
إنخرطت المديرية العامة للامن الوطني بمختلف مصالحها في تدبير الأزمات و الكوارث الطبيعية التي مرت على المغرب حيث ساهمت في صندوق تدبير جائحة كوفيد-19 بمبلغ 40 مليون درهم،واظهرت تجندها الدائم لخدمة أمن الوطن والمواطنين وتعبئتها جميع مواردها وطاقاتها البشرية واللوجيستيكية لضمان أمن وسلامة المواطنات والمواطنين. كما إنخرطت في مساعدة ضحايا زلزال الحوز الذي ضرب المغرب في شتنبر 2023 بتفعيل نظام التعبئة والجاهزية الخاص بتدبير المخاطر، واستدعت جميع مواردها البشرية واللوجيتسيكة بغرض المشاركة في الجهود العمومية بغرض إنقاذ الضحايا وتأمين عمليات الإجلاء، وتثبيت بروتوكول للأمن والسلامة لضمان أموال وممتلكات المواطنين. كما حملة للتبرع بالدم في صفوف موظفاتها وموظفيها. و أعلنت تبرعها بمبلغ 50 مليون درهم (خمسة ملايير سنتيم)، في الصندوق الخاص بتلقي المساهمات التطوعية التضامنية لتدبير الآثار المترتبة عن الزلزال المؤلم الذي ضرب العديد من جهات وأقاليم المملكة المغربية.

## الإنخراط في تعزيز حقوق الإنسان
- في صفوف موظفي الأمن الوطني

إلتزاما بمضامين الاتفاقيات الدولية الخاصة بالوقاية من التعذيب وصون كرامة المواطنين، خاصة من طرف موظفي الأمن الوطني تجاه المواطن؛ انخرطت المديرية العامة للأمن الوطني في شخص مديرها العام عبد اللطيف الحموشي في ورش التكوين الممنهج لموظفيها؛ حيث استأنفت العمل في تنظيم دورات تدريبية بتاريخ الرابع من شهر سبتمبر من عام 2023 الموافق لـ 18 صفر 1445هـ؛ تروم تعزيز وتطوير كفاءات الشرطيات والشرطيين المكلفين بحراسة الأشخاص المحتفظ بهم تحت الحراسة النظرية في أماكن الحرمان من الحرية التابعة للمديرية؛ تفعيلا وتنفيدا لمقتضيات الشراكة والتعاون المؤسساتي الذي يجمع المجلس الوطني لحقوق الإنسان والمديرية العامة للأمن الوطني في مجال التدريب وتوطيد احترام حقوق الإنسان في الوظيفة الأمنية.
وتهدف هذه الشراكة الموقعة بين المؤسستين الموقعة في الرابع عشر من شهر سبتمبر من عام 2022 الموافق لـ 28 صفر 1445هـ، إلى النهوض بثقافة حقوق الإنسان في مناهج التدريب والتكوين الشرطي وجعلها مرجعا ودليلا مؤطرا لمهام موظفي الأمن الوطني المكلفين بإنفاذ القوانين.
وتهم مجالات هذا التعاون، المفتوح على كل المبادرات والمشاريع المستقبلية الواعدة، تنظيم دورات وبرامج تكوينية لتعزيز المعارف والكفاءات في مجال حقوق الإنسان لفائدة أطر وموظفي الأمن الوطني والاستفادة من الخبرات والمراجع ذات الصلة بالحقوق والحريات والأنشطة المؤسساتية، بالإضافة إلى تكريس البعد الحقوقي كركيزة أساسية في مناهج التكوين الشرطي وفي سائر الممارسات الوظيفية.

## الأبواب المفتوحة للأمن الوطني
تهدف الأبواب المفتوحة للأمن الوطني إلى إطلاع الجمهور على كافة المهام التي تضلع بها مختلف الوحدات والتشكيلات الأمنية، واستعراض مختلف التجهيزات والمعدات المتطورة التي تتوفر عليها المديرية العامة للأمن الوطني من أجل ضمان سلامة الأشخاص والممتلكات والحفاظ على النظام العام، كما هي فرصة للمواطنين من أجل التعرف عن قرب على كل التفاصيل المهنية والاجتماعية واللوجستيكية التي تؤطر يوميات الشرطة المغربية بمختلف أجهزتها ورتبها وتدخلاتها.
وتبعا لذلك أعلنت المديرية العامة للأمن الوطني خلال الأبواب المفتوحة المنظمة بالجديدة عن مفاجأة تقنية من العيار الثقيل، متمثلة في سيارة شرطة ذكية تحمل اسم "أمان"، تم تطويرها بالكامل على التراب الوطني، مستلهمة تصميمها وتقنياتها من النموذج الإماراتي المتطور "غيات"، في إنجاز يعتبر ثمرة عمل دؤوب قادته الفرق التقنية والهندسية التابعة للمديرية، التي راهنت على الكفاءات المغربية الخالصة لتقديم مركبة أمنية تتماهى مع أعلى معايير الذكاء الاصطناعي والتجهيز الميداني المتطور.
وقد أشاد رئيس منظمة الشرطة الجنائية الدولية (الإنتربول)، اللواء أحمد ناصر الريسي بآخر دورة للملتقى بأكادير، بالأدوار الريادية التي يضطلع بها المغرب على صعيد التعاون الأمني الدولي.
وقد عرفت هذه التظاهرة مجموعة من الدورات الناجحة، أولها بالدار البيضاء سنة 2017 ومراكش وطنجة وفاس وأكادير ثم الجديدة سنة 2025.

## الانفتاح على باقي الهيئات الوطنية
- تقديم حلول تكنولوجية

في 16 فبراير 2024، تم توقيع اتفاقية شراكة ثلاثية الأطراف لإنشاء خدمة منصة الثقة الوطنية، شملت وزارة الشباب والثقافة والتواصل، واللجنة الوطنية لمراقبة حماية المعطيات ذات الطابع الشخصي، والمديرية العامة للأمن الوطني، في إطار تجويد وتبسيط وتأمين الولوج إلى الخدمات الرقمية للوزارة وتنظيم التعاون لاستغلال الهوية الرقمية؛ من خلال تعزيز إجراءات المصادقة والتعرف. قام بإنشاء هذا التطبيق، المديرية العامة للأمن الوطني لصالح الهيئات الوطنية المسؤولة عن التحقق من الهوية في الخدمات عبر الأنترنت.
في 23 يونيو 2025 أكد المدير العام للأمن الوطني، عبد اللطيف حموشي، في لقاء بالمعهد الملكي للشرطة بالقنيطرة، أن المديرية العامة تولي أهمية خاصة لدعم المساعي الرامية إلى مجابهة الجرائم الماسة بالثروة الغابوية. وأضاف أن المديرية العامة للأمن الوطني تحرص على توظيف الوسائل العلمية والتكنولوجية الحديثة في مجال البحث والتحري الجنائي، والرفع من كفاءات الأطر والموارد البشرية من خلال برامج التكوين المتخصص. ويرمي هذا اللقاء إلى تعزيز أسس التعاون البناء والتنسيق المؤسساتي المتين حول القضايا ذات الاهتمام المشترك، ولا سيما تلك المرتبطة بحماية الثروة الغابوية والبيئية، مشددا على أهمية توحيد الرؤى وتقاسم الخبرات في أفق بلورة برامج عمل مشتركة في ميدان الوقاية من الجرائم البيئية والغابوية ومكافحتها.

## اتفاقية بين الأمن الوطني ووزارة المالية
وقعت المديرية العامة للأمن الوطني والوكالة القضائية للمملكة، اليوم الأربعاء 26 فبراير 2025، بمقر وزارة الاقتصاد والمالية، اتفاقية شراكة تهدف إلى تعزيز التعاون والتنسيق المستدام في تدبير المنازعات والدفاع عن مصالح الدولة أمام القضاء، كما تسعى هذه الاتفاقية إلى تطوير القدرات القانونية وتبادل الخبرات، بما يعزز الحوكمة الرشيدة ويكرس ثقة المواطنين في المؤسسات العمومية، تهدف هذه الاتفاقية إلى : تعزيز مبدأ التسوية الودية للخلافات العقارية بين القطاعين، التنسيق بين القطاعين في مجال مسطرة تحفيظ الملكين العمومي والخاص للدولة، تنسيق الجهود من أجل تدبير أمثل للعلاقة بين النظامين القانونيين للملكين العمومي والخاص للدولة مع تعزيز تبادل المعطيات والتجارب والخبرات، وضع آليات للتتبع والتنفيذ على الصعيد المركزي واللاممركز من أجل تحقيق الفعالية المطلوب.

## اتفاقية بين الأمن الوطني وشركة رونو العالمية
وقع المدير العام للأمن الوطني ومراقبة التراب الوطني، عبد اللطيف حموشي، والمدير العام لمجموعة رونو المغرب اتفاقية تعاون، تقضي بتوفير حزمة خدمات بأثمنة تفضيلية لفائدة منخرطي مؤسسة محمد السادس للأعمال الاجتماعية لموظفي الأمن الوطني، بمن فيهم موظفات وموظفو الشرطة العاملون والمتقاعدون وذوو حقوقهم، فبموجب هذه الاتفاقية سيستفيد أفراد أسرة الأمن من عروض مهمة تقدمها شركة رونو، وتجدر الإشارة إلى أن هذه الاتفاقية تم التوقيع عليها بتاريخ 18ماي 2025 داخل فضاء فعاليات الأبواب المفتوحة للأمن الوطني المنظمة بالجديدة.

## منصة إبلاغ
أطلقت المديرية العامة للأمن الوطني في شهر يونيو 2024، في العمل بالمنصة الرقمية "إبلاغ" المخصصة للتبليغ عن المحتويات غير المشروعة على شبكة الأنترنيت، والتي يمكن الولوج إليها من داخل المغرب وخارجه عبر جميع وسائط وتطبيقات تصفح الأنترنيت على الأجهزة الثابتة والمحمولة, هدفها التبليغ الفوري والآمن عن كل المحتويات الرقمية الإجرامية والعنيفة، أو تلك التي تتضمن تحريضا على المساس بسلامة الأفراد والجماعات، أو تنطوي على إشادة بالإرهاب والتحريض عليه، أو تمس بحقوق وحريات الأطفال القاصرين وغيرهم.
سيكون بمقدور أي مواطن أو مواطنة الولوج إلى المنصة الرقمية “إبلاغ” عبر عنوانها www.e-blagh.ma، وتسجيل تبليغه عن المحتوى الإجرامي الذي يتهدده أو يتهدد الغير، بشكل مبسط ومؤمن وسريع، قبل أن تعمد الفرقة التقنية لمصالح الأمن الوطني لإجراء الخبرات الضرورية والتشخيصات التقنية اللازمة بشأن المشتبه فيهم المتورطين في الجرائم المفترضة، مع إحالتها على الشرطة القضائية المختصة ترابيا لإشعار النيابة العامة والتماس تعليماتها بشأن الأبحاث المنجزة.

## شراكات دولية
وقع المدير العام للأمن الوطني، عبد اللطيف حموشي، في 24 يونيو/حزيران 2025، بالرباط، ونظيره الفرنسي لوي لوجيي، المدير العام للشرطة الوطنية الفرنسية، على مخطط عمل مشترك بين مصالح الأمن الوطني بالمغرب والمديرية العامة للشرطة الوطنية بالجمهورية الفرنسية. ويشمل هذا المخطط إمكانية خلق مجموعات عمل مشتركة لمواجهة مختلف التحديات المرتبطة بالجريمة المنظمة، بما في ذلك تعقب الأشخاص في حالة فرار والمبحوث عنهم دوليا، إضافة إلى تعزيز التعاون في مجالات التكوين والتدريب، وتبادل المعلومات، وفي المساعدة التقنية والتعاون العملياتي.

## معرض صور

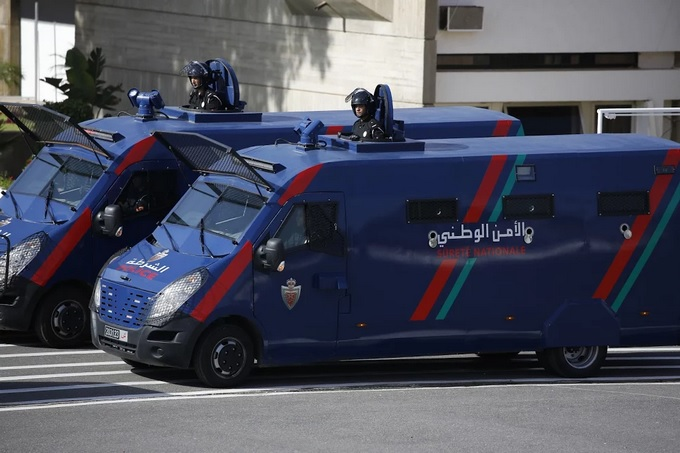
المجموعات المتنقلة للمحافظة على النظام ومكافحة الشغب

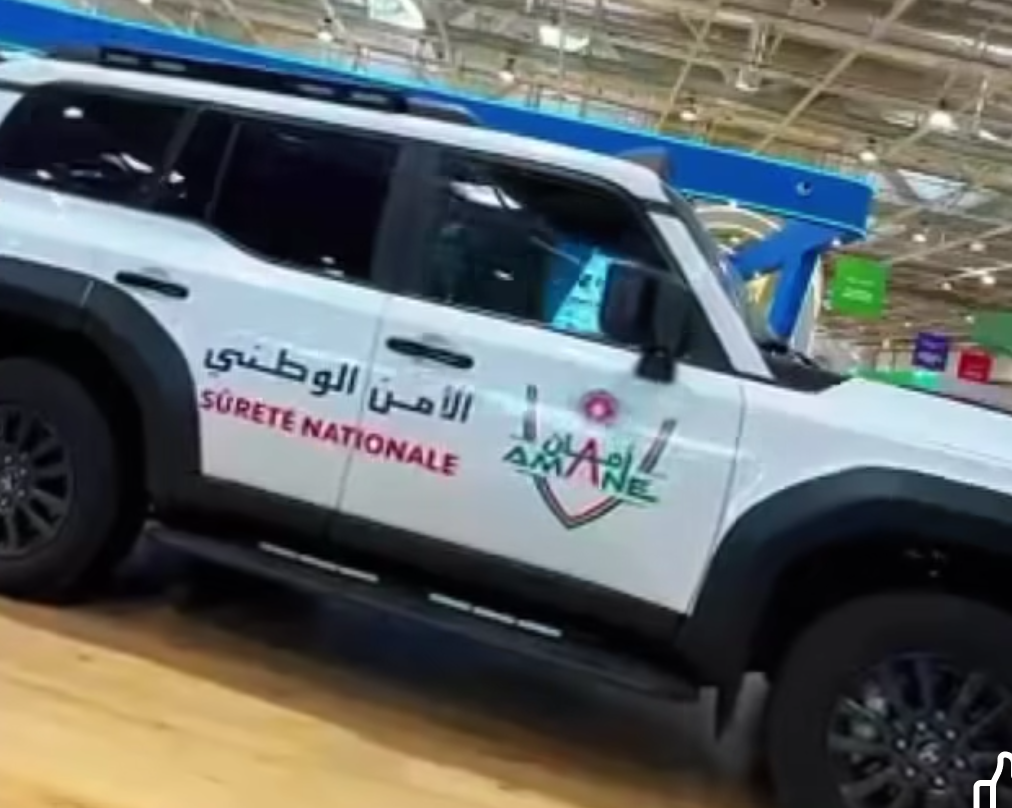
سيارة أمان الجديدة للأمن الوطني المغربي

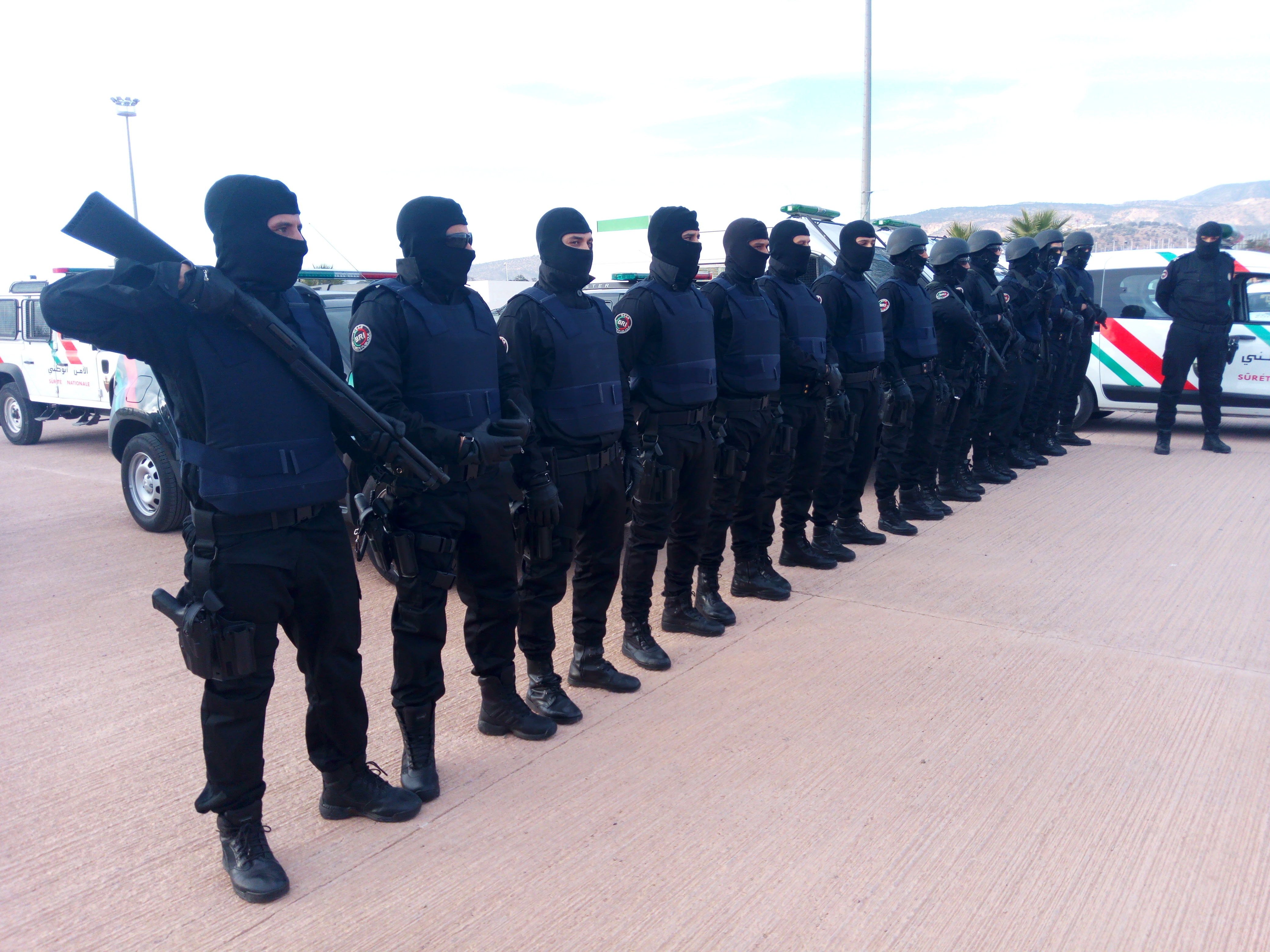
الفرقة الجهوية للتدخل